# Melete leucadia
Melete leucadia is een vlindersoort uit de familie van de Pieridae (witjes), onderfamilie Pierinae.
Melete leucadia werd in 1862 beschreven door C. & R. Felder.